# Розточенски национален парк
Розточенският национален парк (на полски: Roztoczański Park Narodowy) е един от 23-те национални парка в Полша. Разположен е в средната част на географската област Розточе, на територията на Люблинско войводство. Парковата администрация се намира в град Звежинец.
Създаден е на 10 май 1974 година, с наредба на Министерския съвет. Първоначално заема площ от 4 800,65 хектара. През 1979 година територията му е увеличена до 6 802,63 хектара, а от 1 януари 1991 година на 7 811,31 хектара. В 1995 година територията му достига 8 481,76 хектара и е създадена буферна зона от 38 095,87 хектара. Паркът обхваща терени по горното течение на река Вепш, като залесените площи са 95,5 %.

## Фотогалерия
- Сградата на парковата администрация в Звежинец
- Поглед от „Буко̀ва Гу̀ра“
- Езеро „Ехо“
- Поглед от „Пясѐчна Гура“
- Полски коник в парка
- Река „Вепш“